# Squadra malgascia di Coppa Davis
La squadra malgascia di Coppa Davis rappresenta il Madagascar nella Coppa Davis, ed è posta sotto l'egida della Fédération Malgache de Tennis.
La squadra ha esordito nel 1997 e ad oggi il suo miglior risultato è il raggiungimento del Gruppo II della zona Euro-Africana.

## Organico 2012
Aggiornato al 2º turno del Gruppo II contro la Bielorussia (6-8 aprile 2012). Fra parentesi il ranking del giocatore nel momento della disputa degli incontri.
- Antso Rakotondramanga (ATP #)
- Lofo Ramiaramanana (ATP #)
- Jacob Rasolondrazana (ATP #)
- Ando Rasolomalala (ATP #)